# ريتشارد كايث كال

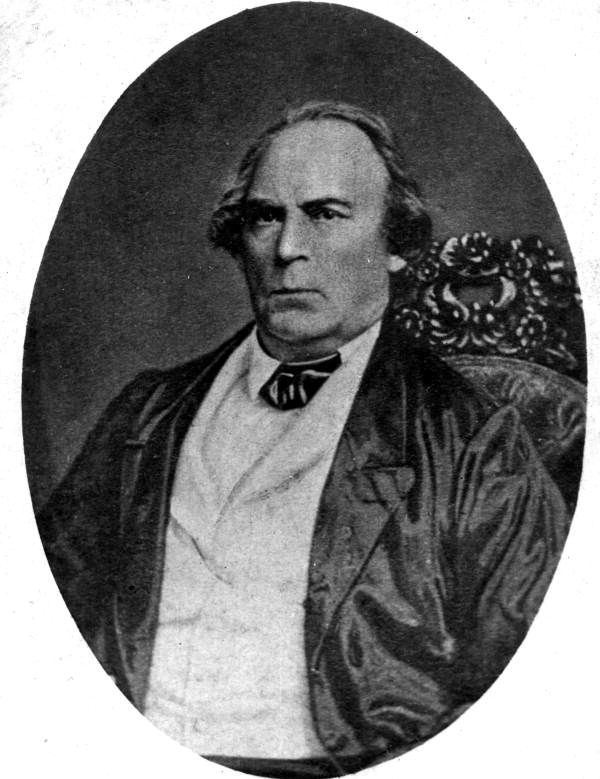
ريتشارد كايث كال

ريتشارد كايث كال (بالإنجليزية: Richard K. Call)‏ ، من مواليد 24 أكتوبر سنة 1792م ، وتوفي بتاريخ 14 سبتمبر سنة 1862م ، وهو سياسي أمريكي عمل منصباً لحاكم ولاية فلوريدا من تاريخ 16 مارس سنة 1836م إلى 2 ديسمبر سنة 1839م.

## وصلات خارجية
- Biographical Directory of the الولايات المتحدة Congress
- Official Governor's portrait and biography from the State of Florida
- Call Family and Brevard Family Papers, Florida Memory, State Library and Archives of فلوريدا. This collection contains correspondence, writings, and other papers of Richard Keith Call and his family from 1788 to 1916.